# 科盧巴伊夫齊
48°44′18″N 26°39′46″E / 48.73833°N 26.66278°E
科盧巴伊夫齊（烏克蘭語：Колубаївці），是烏克蘭的村落，位於該國西部赫梅利尼茨基州，由卡緬涅茨-波多利斯基區負責管轄，始建於1465年，面積1.08平方公里，2001年人口678。